# Cantonul Bussière-Badil
Cantonul Bussière-Badil este un canton din arondismentul Nontron, departamentul Dordogne, regiunea Aquitania, Franța.

## Comune
| Comune                       | Populație (1999) | Cod poștal | Cod INSEE |
| ---------------------------- | ---------------- | ---------- | --------- |
| Busserolles                  | 561              | 24360      | 24070     |
| Bussière-Badil               | 465              | 24360      | 24071     |
| Champniers-et-Reilhac        | 501              | 24360      | 24100     |
| Étouars                      | 144              | 24360      | 24163     |
| Piégut-Pluviers              | 1.235            | 24360      | 24328     |
| Saint-Barthélemy-de-Bussière | 232              | 24360      | 24381     |
| Soudat                       | 85               | 24360      | 24541     |
| Varaignes                    | 425              | 24360      | 24565     |